# امیل لرد
امیل لِـرِد (فرانسوی: Émile Leredde‎؛ ‏ ۲۶ اکتبر ۱۸۶۶ – ۱ ژانویهٔ ۱۹۲۶) پزشک و متخصص بیماری‌های پوست و مو اهل فرانسه بود.
وی رشتهٔ پزشکی را در پاریس خواند و دکترای خود را در سال ۱۸۹۳ میلادی دریافت داشت و به‌عنوان رئیس آزمایشگاه بیمارستان سن-لویی مشغول به کار شد.
در سال ۱۸۸۵ میلادی، به‌همراه فرانسوا آنری آلوپو گزارشی دربارهٔ نوعی راش‌های برجستهٔ پوستی در صورت موسوم به «آدنوم سباسئوم» منتشر کردند که امروزه می‌دانیم از علائم بیماری نادر توبروز اسکلروزیس است.
وی همچنین برندهٔ جوایزی همچون لژیون دونور شده‌است.